# Jeremy Deller
Jeremy Deller (Londra, 1966) è un artista britannico.
Nel 2013 ha partecipato alla Biennale di Venezia nel Padiglione Inglese. La sua opera più famosa è la "Battaglia di Orgreave" (2001).

## Biografia
Nato a Londra, Jeremy Deller compie i suoi studi al Dulwich College e presso il The Courtauld Institute of Art (University of London); ottiene il suo MA in Storia dell'Arte presso l'Università del Sussex. Nel 1986 incontra Andy Warhol e trascorre un paio di settimane a New York presso The Factory. Il suo esordio artistico avviene nei primi anni Novanta con la mostra Open Bedroom.

## Opere
- Acid Brass, 1997[5]
- Battle of Orgreave, 2001
- Memory Bucket, film sul Texas, 2004
- Procession, sfilata attraverso Manchester, 2009
- It Is What It Is: Conversations About Iraq, installazione, 2009
- "English Magic", 2013

## Premi
- Turner Prize per Memory Bucket, 2004
- Medaglia "Albert" della Royal Society per l'incoraggiamento delle Arti, Manifatture e Commercio